# الزعفران في إيران

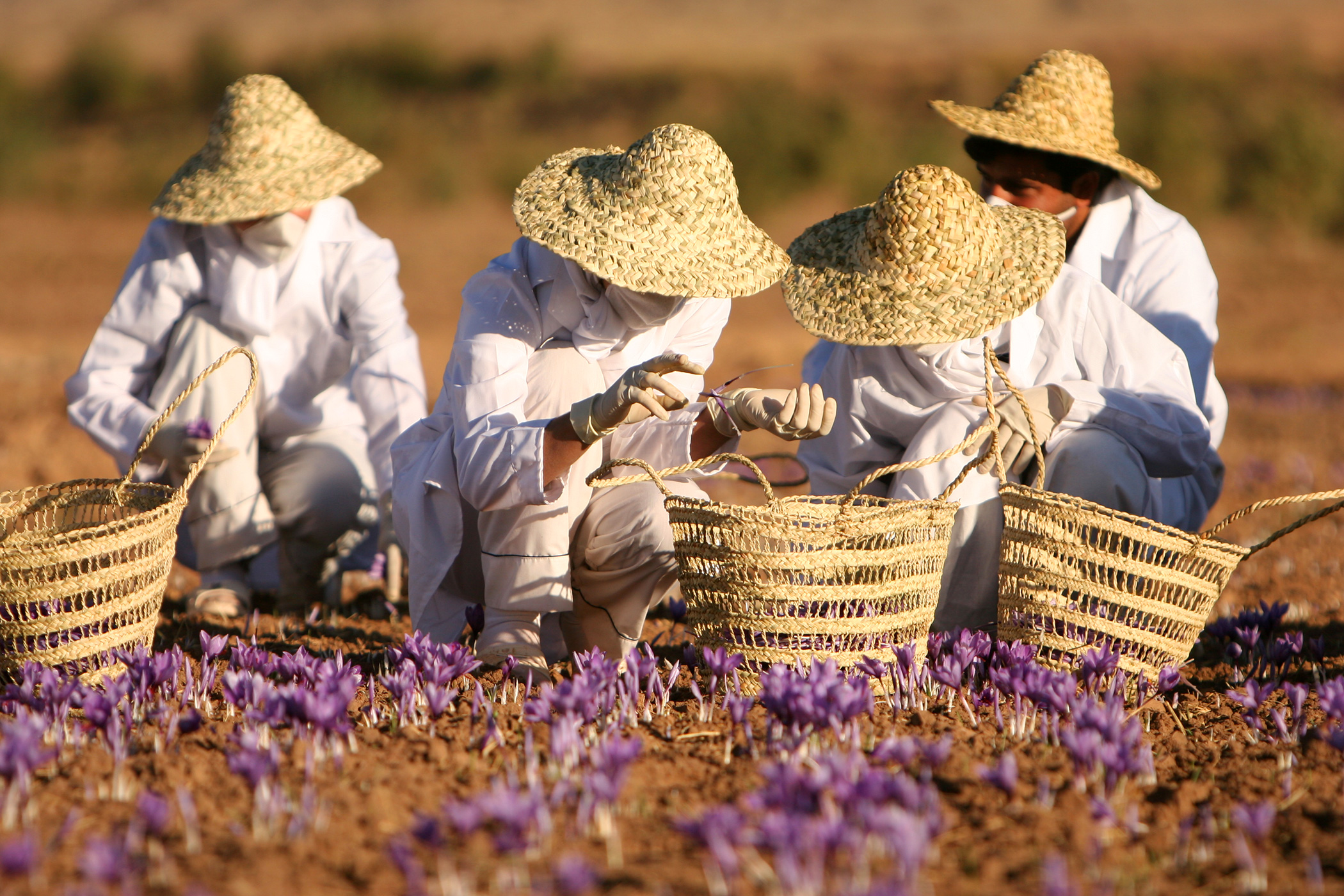
إنتقاء الزعفران في منطقة تربة حيدرية في محافظة خراسان رضوي

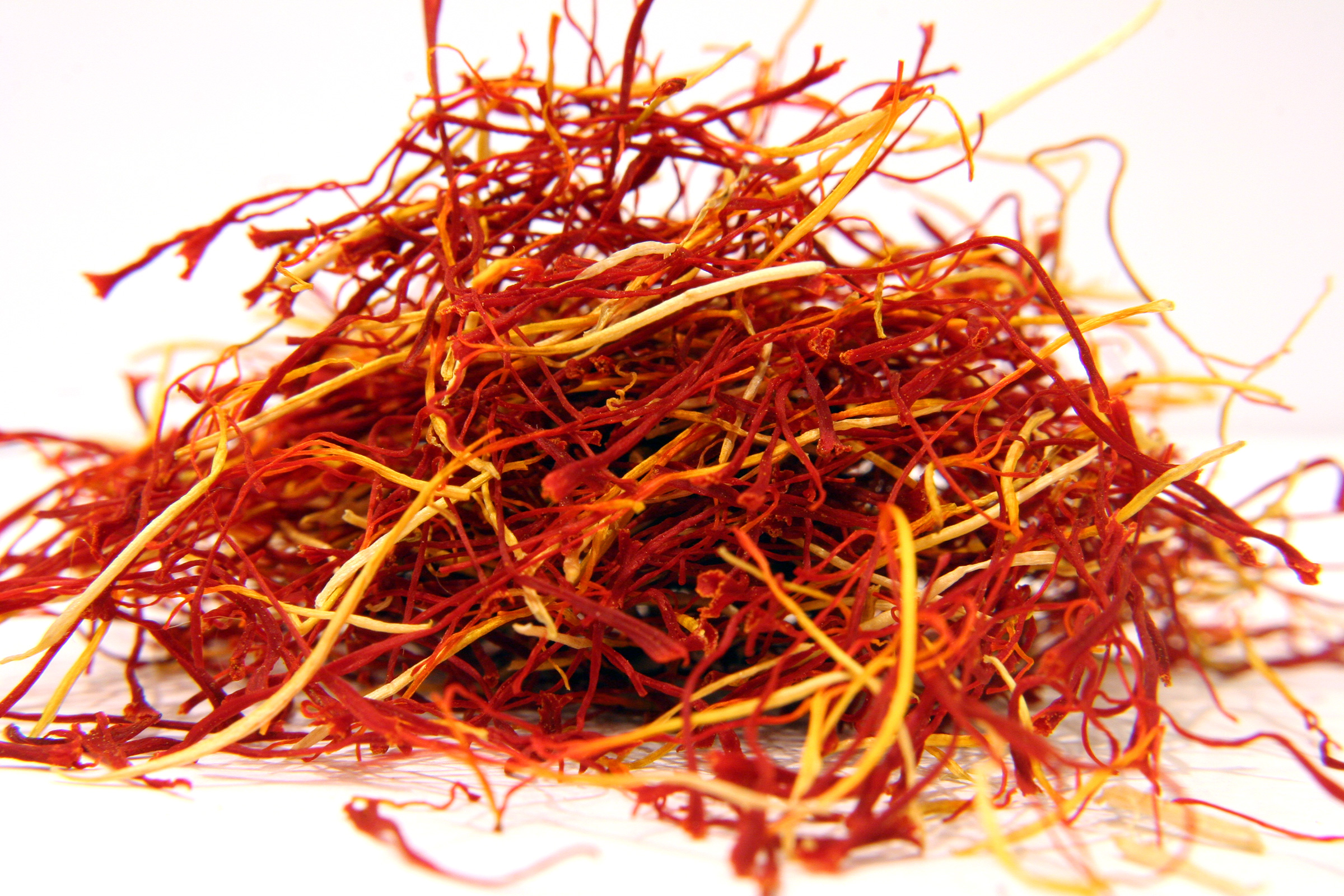
زعفران إيراني

الزعفران في إيران أو الذهب الأحمر كما يُطلَق عليه في إيران، يعود تقليد زراعة الزعفران إلى أكثر من ثلاثة آلاف عام. وتُعَد زهرة الزعفران رمزاً يتوارثه الإيرانيون ببراعة زراعتها والعناية بها وتتصدر إيران قمة الدول الأكثر انتاجاً  للزعفران

## تأريخ زراعة الزعفران في إيران
الزعفران هو من النباتات والأعشاب المحلية في إيران. والموطن الأصلي للزعفران هي بلاد فارس[محل شك] ومنذ حكم الميديين كان سفوح جبال ألوند بمحافظة همدان غرب إيران وضواحيها. كان الزعفران يُزرَع منذ سالف العصور في مناطق مختلفة من إيران مثل قم واصفهان وفارس وجنوب مقاطعة خراسان. ويعود تاريخ زارعته في جنوب مقاطعة خراسان إلى ما قبل 700 سنة مضت.
كان هناك اهتمام واسع في العصر الإخميني، بالزراعة والبستنة، ويُذكر ان الملك داريوش[من؟] كان يعتني شخصياً بزراعة الأعشاب والنباتات وتربيتها.
صنع الفرس زيت الزعفران ويعود ذلك إلى القرن العاشر قبل الميلاد ووضعوا الزعفران في الزيت وبعد فترة من الوقت سيكون لديهم زيت عطري من الزعفران.
وقد وجد الزعفران سبيلاً له في علمي الكيمياء والصيدلة اللذين ازدهرا كثيراً في العصور المنصرمة، حيث كان الأطباء والكيميائيون ينتجون معجوناً مقوياً خاصاً لإزالة التعب والإرهاق من الوجهاء وكبار القوم، وهذا المعجون خلاصة من الزعفران والهيل (الجهان) والدارسين. وكانوا يستفيدون من الزعفران أيضاً في إعداد فطير خاص لرجال البلاط. وقد بدأت زراعة الزعفران بكثرة في القرن العاشر الميلادي في بلاد إيران، كما كان يُزرَع في منطقة كشمير أيضاً، ومع هجوم المغول على إيران وجد الزعفران طريقه إلى الصين، وفي النصف الثاني من القرن العاشر الميلادي حمل المسلمون هذه النبتة إلى الأندلس.

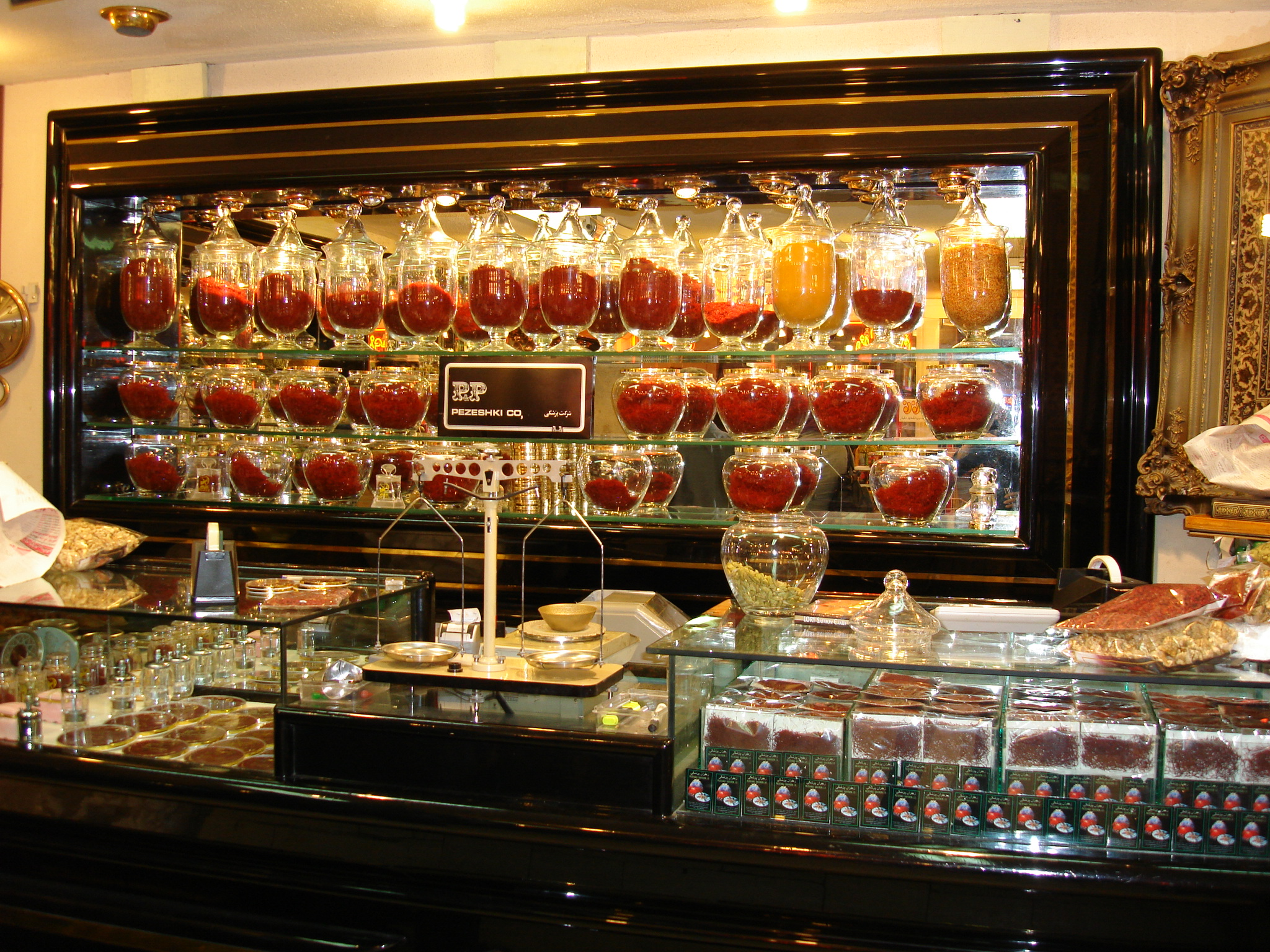
بيع الزعفران الإيراني أو الذهب الأحمر في أسواق مشهد

## الزعفران في الثقافة الإيرانية
استخدم الفنانون الإيرانيون لون الزعفران باعتباره لوناً طبيعياً ذا ثبات في حياكة السجاد إلى جانب ألوان طبيعية أخرى. كما كان اعتمد الخطاطون الإيرانيون على الزعفران مبحرةً قيّمة قوية في كتابة وتحرير المخطوطات. وكان بعض الملوك والسلاطين ممن يعتقدون باليُمْن والبركة التي يحظى بها الزعفران، يصدرون المراسم الملكية والقوانين والقرارات المهمة مكتوبة بالزعفران. بالإضافة إلى ذلك فقد كان هناك اعتقاد شعبي مترسخ في أذهان عدد كبير من الناس فيما يخص الاستفادة من الزعفران في كتابة الأدعية والابتهالات على الجلود والأقمشة المختلفة، فضلاً عن ان الزعفران وجِدَ في السنين القليلة الماضية سبيلاً جديداً له في فنون الرسم وصنع التماثيل وباقي الفنون داخل إيران بوصفه مادة فنية قيمة.

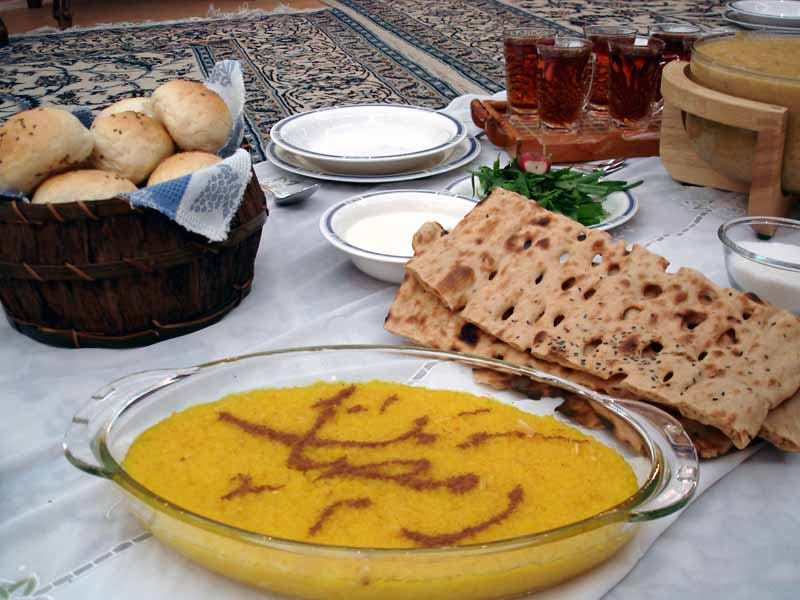
إحدى الأكلات الإيرانية المشهورة، حيث تم كتابة كلمة رمضان بالزعفران الإيراني

## الإنتاج

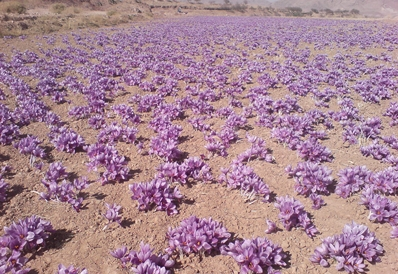
زهور الزعفران في الصباح الباكر في محافظة خراسان

تشتهر إيران بزراعة الزعفران النباتي المستخلص من الفصيلة السوسنية. وان سعر الغرام الواحد من توابل الزعفران ذو الجودة العالية بـ 65 دولاراً ما يمكن أن تفوق قيمته قيمة المعادن النفيسة كالذهب الأمر الذي يدر أرباحاً كبيرة بالنسبة لإيران ومصدراً مهماً من مصادر العملة الصعبة التي تدخل البلاد.
تساهم جمهورية إيران في إنتاج الزعفران بما يزيد عن نسبة 90 في المائة، أي حوالي 250 طن سنوياً على مستوى دول العالم الأكثر إنتاجاً للزعفران. ويُقدر إنتاج إيران بـ 239 طن بين العامين 2013 و 2014 تليها اليونان التي أنتجت ستة أطنان، فيما يُقدّر إنتاج أفغانستان بثلاثة أطنان. أما المغرب والهند فيتساويان بإنتاج الزعفران، بمعدل طنين لكل منهما.
وبحسب المجلس القومي الإيراني للزعفران، ارتفعت نسبة صادرات إيران للزعفران بـ 36 في المائة في العام 2014م فيما بلغ سعر كيلو الزعفران حوالي ألفيَ دولار.

### المدن الإيرانية الأكثر زراعةً للزعفران
تنتشر زراعة الزعفران بشكل متناثر في مدن مختلفة حيث بلغ عدد المحافظات التي تزرعه بين 16 إلى 17 محافظة. وتُعتبَر محافظات خراسان وشيراز، من أكبر منتجي الزعفران في جمهورية إيران، وتنتج خراسان ما يقرب 70 في المائة من محصول الزعفران في إيران. 

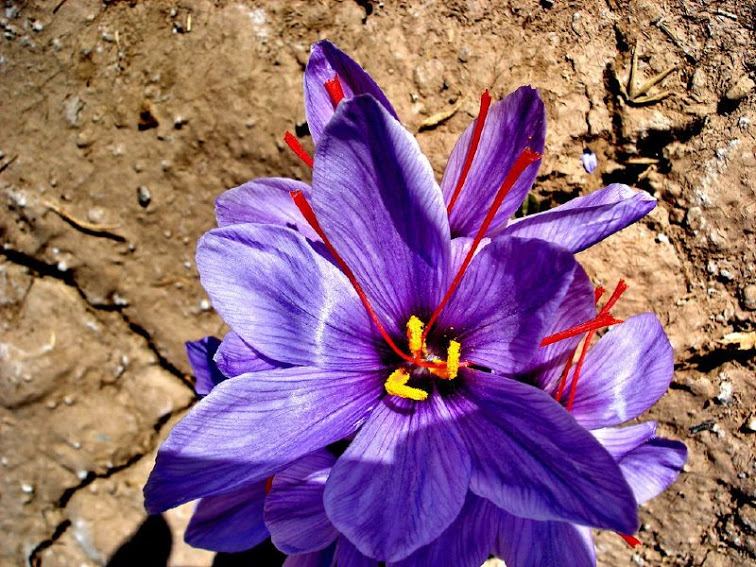
زهرة الزعفران في منطقة كاناباد بجمهورية إيران

### التصدير
أشارت الإحصائيات الرسمية الصادرة عن مصلحة الجمارك الإيرانية في 2013 بأنه تم تصدير حوالي 111 ألف و552 كلغ من الزعفران الإيراني ومسحوقه بقيمة أكثر من 349 مليون و551 ألف دولار خلال عشرة أشهر فقط إلى الدول العديدة في أرجاء المعمورة وعلى رأسها دولة الإمارات العربية وإسبانيا. ومن الدول الأخرى التي تستورد الزعفران الإيراني، الصين وإيطاليا والسويد وألمانيا وتايوان والهند والسعودية حيث يختص 90 بالمائة من إجمالي حجم التصدير بالدول الثلاث الأخيرة إلى جانب دولة الإمارات. وإلى ذلك يصل عدد الأسواق الدولية الرئيسة للزعفران الإيراني إلى 40 سوقاً بينما يصدر هذا المنتج من الإمارات وإسبانيا إلى الدول الأخرى. ويختص نحو 17 مليون دولار من إجمالي قيمة التصديرات بمسحوق الزعفران و333 مليون دولار بالزعفران، كما تبلغ قيمة كل كيلو من الزعفران الإيراني المصدر 3 آلاف و213 دولار.  وبحسب المجلس القومي الإيراني للزعفران، ارتفعت نسبة صادرات إيران للزعفران بـ 36 في المائة في العام 2014، فيما بلغ سعر كيلو الزعفران حوالي ألفيَ دولار. وقال ممثل شركة «إيران هاسوس المحدودة» في لندن، وعضو مؤسس في غرفة التجارة البريطانية الإيرانية، علي شيخ، إن تجارة المكونات الغذائية التقليدية، بما فيها الفستق والزعفران، تبقى مزدهرة دائماً، خصوصاً أن مستوى الطلب عليها يفوق العرض. وان أحدث بیانات محلیة إيرانية صدرت لعام 2017م بأن قيمة الصادرات الإيرانية من الزعفران إلى 50 دولة بلغت أكثر من 78 ملیوناً ونصف المليون دولار. وذكرت وكالة “ايسنا” الإيرانية نقلاً عن بيانات محلية، أن حجم صادرات الزعفران الإيراني إلی دول العالم سجل نمواً یقارب 25% خلال الأشهر الأربعة الأولی من العام الإيراني الذي (بدأ 21 آذار 2017) مقارنةً مع نفس الفترة من عام قبله.

### الخليج العربي
يشكل الخليجيون 15 بالمائة من السوق.  أشارت إحصائيات رسمية إلى أن السياح الخليجيين لا سيما الكويتيين والبحرينيين يقومون بشراء كميات كبيرة من الزعفران للاستهلاك الشخصي وكهدايا تمثل 15 بالمئة من مبيعات إيران من هذا المنتج إلى الخارج. ويقول باعة الزعفران في لقاءات متفرقة مع وكالة الانباء الكويتية (كونا) ان زبائنهم الدائمون هم مرتادي المدن التاريخية مثل أصفهان وشيراز علاوةً على طهران وقم ومشهد والتي يولي لها الزوار اعتبارات عقائدية دينية مميزة.